# 즈데슬라브
즈데슬라브(크로아티아어: Zdeslav, 라틴어: Sedesclavus 세데스클라부스[*], 생년 미상 ~ 879년)는 크로아티아의 공작(재위: 878년 ~ 879년)이다. 트르피미로비치 왕조(Trpimirović) 출신이다.

## 생애
트르피미르 1세(Trpimir I)의 아들로 태어났다. 864년 트르피미르 1세가 사망한 이후에 일어난 반란으로 인해 페타르(Petar), 문치미르(Muncimir) 형제와 함께 콘스탄티노폴리스로 망명했다.
876년 도마고이(Domagoj)가 사망한 이후에 크로아티아의 공작위 계승자가 되었다. 878년 비잔티움 제국의 지원을 통해 크로아티아로 귀환하면서 베네치아 공화국과의 평화를 복원하는 한편 도마고이의 자손들을 국외로 추방시켰다. 879년 브라니미르가 주도한 반란으로 인해 크닌에서 화살을 맞고 사망했다.
| 전임 도마고이 | 크로아티아의 공작 878년 ~ 879년 | 후임 브라니미르 |